# Walker (Iowa)
Walker es una ciudad situada en el condado de Linn, Iowa, Estados Unidos. Tiene una población estimada, a mediados de 2022, de 673 habitantes.

## Geografía
La localidad está ubicada en las coordenadas 42°17′15″N 91°46′53″O / 42.28750, -91.78139. Según la Oficina del Censo de los Estados Unidos, tiene una superficie total de 1.97 km², de los cuales 1.94 km² corresponden a tierra firme y 0.03 km² están cubiertos de agua.

## Demografía
Según el censo de 2020, en ese momento había 688 personas residiendo en la localidad. La densidad de población era de 354.64 hab./km². El 93.5% de los habitantes eran blancos, el 0.1% era afroamericano, el 0.1% era asiático, el 1.2% eran de otras razas y el 5.1% eran de una mezcla de razas. Del total de la población, el 0.73% eran hispanos o latinos de cualquier raza.